# Verrucariales
Die Verrucariales sind eine Ordnung zumeist flechtenbildender Schlauchpilze.

## Merkmale
Die Form des Thallus ist sehr vielfältig. Sie reicht von blattförmig, krustenförmig bis granulös. Selten werden vegetative Brutkörper wie Isidien oder Soredien gebildet. Häufiger ist ungeschlechtliche Vermehrung durch Fragmentierung des Thallus. Wichtiger ist die geschlechtliche Fortpflanzung für die Vermehrung. Die Perithecien sind an der Oberfläche des Thallus oder auch völlig in diesen eingesenkt. Ein Hamathecium fehlt häufig, wenn vorhanden, besteht es aus gelatinösen Pseudoparaphysen. Die Öffnung des Peritheciums (Ostiolum) ist durch Periphysen verdeckt. Die Asci haben eine zweischichtige Wand (bitunicat) und öffnen sich fissitunicat bis schwindend.

## Lebensweise
Die meisten Arten bilden zusammen mit autotrophen Organismen Flechten. Dies sind meist Grünalgen, seltener Braunalgen (Phaeophyta), Gelbgrüne Algen (Xanthophyceae), oder Rotalgen. 
Einige Arten parasitieren auf anderen Flechten. Manche davon haben noch einen eigenen Photobionten, beziehen aber zusätzlich Nährstoffe aus dem Thallus anderer Flechten, sie sind lichenicole Flechten.

## Verbreitung und Standorte
Die Ordnung ist weltweit verbreitet (kosmopolitisch). Die Arten wachsen meist auf Fels (saxicol), wobei das bewachsene Substrat von Kieseln bis zu ganzen Felshängen reicht. Auch künstliche Substrate wie Betonwände werden bewachsen. Besonders vielfältig sind sie auf kalkhaltigem Substrat. Hier wachsen sie epilithisch (an der Oberfläche) oder endolithisch (in der obersten Steinschicht). Etliche Arten wachsen auch auf anderen Substraten: Boden, Rinde, Holz, Moose oder andere Flechten. 
Die Verrucariales umfassen auch die größte Gruppe maritimer Flechten, die an Felsküsten weltweit wachsen. Andere Arten wachsen auch in Süßwasser.

## Systematik

### Äußere Systematik
Die Verrucariales gehören zur Unterklasse der Chaetothyriomycetidae und sind eine natürliche Verwandtschaftsgruppe, ein monophyletisches Taxon. Das Kladogramm der Unterklasse sieht folgendermaßen aus:
|  | \| \| Chaetothyriales \| \| \| \| \| \| Verrucariales \| \| \| \| |
|  |                                                                   |
|  | Pyrenulales                                                       |
|  |                                                                   |
|  | Chaetothyriales                                                   |
|  |                                                                   |
|  | Verrucariales                                                     |
|  |                                                                   |

|  | Chaetothyriales |
|  |                 |
|  | Verrucariales   |
|  |                 |

### Innere Systematik
Eriksson führt für die Ordnung zwei Familien auf:
- Adelococcaceae
  - Adelococcus
  - Sagediopsis

- Verrucariaceae
  - Agonimia
  - Anthracocarpon
  - Awasthiella
  - Bagliettoa
  - Bellemerella
  - Bogoriella
  - Catapyrenium
  - Clauzadella
  - Clavascidium
  - Dermatocarpella
  - Dermatocarpon
  - Diederimyces
  - Endocarpon
  - Glomerilla
  - Haleomyces
  - Henrica
  - Heterocarpon
  - Heteroplacidium
  - Involucropyrenium
  - Lauderlindsaya
  - Leucocarpia
  - Merismatium
  - Muellerella
  - Mycophycias
  - Neocatapyrenium
  - Norrlinia
  - Phaeospora
  - Placidiopsis
  - Placidium
  - Placocarpus
  - Placopyrenium
  - Placothelium
  - Plurisperma
  - Polyblastia
  - Psoroglaena
  - Rhabdopsora
  - Scleropyrenium
  - Spheconisca
  - Staurothele
  - Telogalla
  - Thelidiopsis
  - Thelidium
  - Trimmatothele
  - Trimmatothelopsis
  - Verrucaria
- Verrucariales incertae sedis
  - Kalbiana